# Clusia williamsii
Clusia williamsii är en tvåhjärtbladig växtart som beskrevs av Julian Alfred Steyermark. Clusia williamsii ingår i släktet Clusia och familjen Clusiaceae. Inga underarter finns listade i Catalogue of Life.